# Глисница
Глисница је насеље у општини Пљевља у Црној Гори. Према попису из 2003. било је 152 становника (према попису из 1991. било је 203 становника).

## Стећци у Глисници
У Глисници постоје четири некрополе са стећцима. На брежуљку у близини основне школе, у савременом гробљу, налази се некропола са око 20 стећака, међу којима доминирају сандуци, док су присутна три шљеменка и један стуб. Стећак у облику стуба сматра се једним од најлепших и најбоље украшених у овом крају. У засеоку Ровићи, на локалитету Чардак, налазе се четири стећка у облику сандука. Такође, у савременом Мировићевом гробљу постављена су четири стећка у облику сандука, а у засеоку Завиђен постоји некропола са 18 стећака, од којих је један украшен представом мача.

## Демографија
У насељу Глисница живи 145 пунолетних становника, а просечна старост становништва износи 60,0 година (61,1 код мушкараца и 59,1 код жена). У насељу има 68 домаћинстава, а просечан број чланова по домаћинству је 2,24.
Ово насеље је углавном насељено Србима (према попису из 2003. године), а у последња три пописа, примећен је пад у броју становника.
|  |

| Демографија | Демографија | Демографија |
| Година      | Становника  | Становника  |
| ----------- | ----------- | ----------- |
|             |             |             |
|             |             |             |
|             |             |             |
|             |             |             |
| 1948.       | 543         |             |
| 1953.       | 587         |             |
| 1961.       | 588         |             |
| 1971.       | 443         |             |
| 1981.       | 327         |             |
| 1991.       | 203         | 203         |
| 2003.       | 152         | 152         |
|             |             |             |

| Етнички састав према попису из 2003.‍ | Етнички састав према попису из 2003.‍ | Етнички састав према попису из 2003.‍ | Етнички састав према попису из 2003.‍ | Етнички састав према попису из 2003.‍ |
| ------------------------------------ | ------------------------------------ | ------------------------------------ | ------------------------------------ | ------------------------------------ |
|                                      |                                      |                                      |                                      |                                      |
| Срби                                 | Срби                                 |                                      | 108                                  | 71,05%                               |
| Црногорци                            | Црногорци                            |                                      | 43                                   | 28,28%                               |
| Хрвати                               | Хрвати                               |                                      | 1                                    | 0,65%                                |
| непознато                            | непознато                            |                                      | 0                                    | 0,0%                                 |

| Година пописа     | 1948. | 1953. | 1961. | 1971. | 1981. | 1991. | 2003. |
| ----------------- | ----- | ----- | ----- | ----- | ----- | ----- | ----- |
| Број домаћинстава | 92    | 96    | 102   | 102   | 93    | 75    | 68    |

| Број чланова      | 1  | 2  | 3  | 4  | 5 | 6 | 7 | 8 | 9 | 10 и више | Просек |
| ----------------- | -- | -- | -- | -- | - | - | - | - | - | --------- | ------ |
| Број домаћинстава | 68 | 16 | 31 | 15 | 3 | 1 | 2 | 0 | 0 | 0         | 0      |

| Пол    | Укупно | Неожењен/Неудата | Ожењен/Удата | Удовац/Удовица | Разведен/Разведена | Непознато |
| ------ | ------ | ---------------- | ------------ | -------------- | ------------------ | --------- |
| Мушки  | 68     | 18               | 44           | 5              | 1                  | 0         |
| Женски | 79     | 19               | 45           | 14             | 1                  | 0         |
| УКУПНО | 147    | 37               | 89           | 19             | 2                  | 0         |

| Пол    | Укупно                    | Пољопривреда, лов и шумарство | Рибарство                            | Вађење руде и камена | Прерађивачка индустрија       |
| ------ | ------------------------- | ----------------------------- | ------------------------------------ | -------------------- | ----------------------------- |
| Мушки  | 58                        | 47                            | 0                                    | 2                    | 0                             |
| Женски | 35                        | 33                            | 0                                    | 1                    | 0                             |
| УКУПНО | 93                        | 80                            | 0                                    | 3                    | 0                             |
| Пол    | Производња и снабдевање   | Грађевинарство                | Трговина                             | Хотели и ресторани   | Саобраћај, складиштење и везе |
| Мушки  | 4                         | 0                             | 0                                    | 0                    | 1                             |
| Женски | 0                         | 0                             | 0                                    | 1                    | 0                             |
| УКУПНО | 4                         | 0                             | 0                                    | 1                    | 1                             |
| Пол    | Финансијско посредовање   | Некретнине                    | Државна управа и одбрана             | Образовање           | Здравствени и социјални рад   |
| Мушки  | 0                         | 0                             | 2                                    | 1                    | 1                             |
| Женски | 0                         | 0                             | 0                                    | 0                    | 0                             |
| УКУПНО | 0                         | 0                             | 2                                    | 1                    | 1                             |
| Пол    | Остале услужне активности | Приватна домаћинства          | Екстериторијалне организације и тела | Непознато            | Непознато                     |
| Мушки  | 0                         | 0                             | 0                                    | 0                    | 0                             |
| Женски | 0                         | 0                             | 0                                    | 0                    | 0                             |
| УКУПНО | 0                         | 0                             | 0                                    | 0                    | 0                             |